# Lupita Tovar
Guadalupe Natalia Tovar (Matías Romero, Oaxaca, 27 de julio de 1910-Los Ángeles, California, 12 de noviembre de 2016), conocida como Lupita Tovar, fue una actriz mexicana. Entre sus trabajos más importantes como actriz, destacan su participación en las películas; Drácula (1931), la cual fue la versión hispana del filme original y Santa (1932), considerada como la primera cinta sonora en México.

## Biografía y carrera

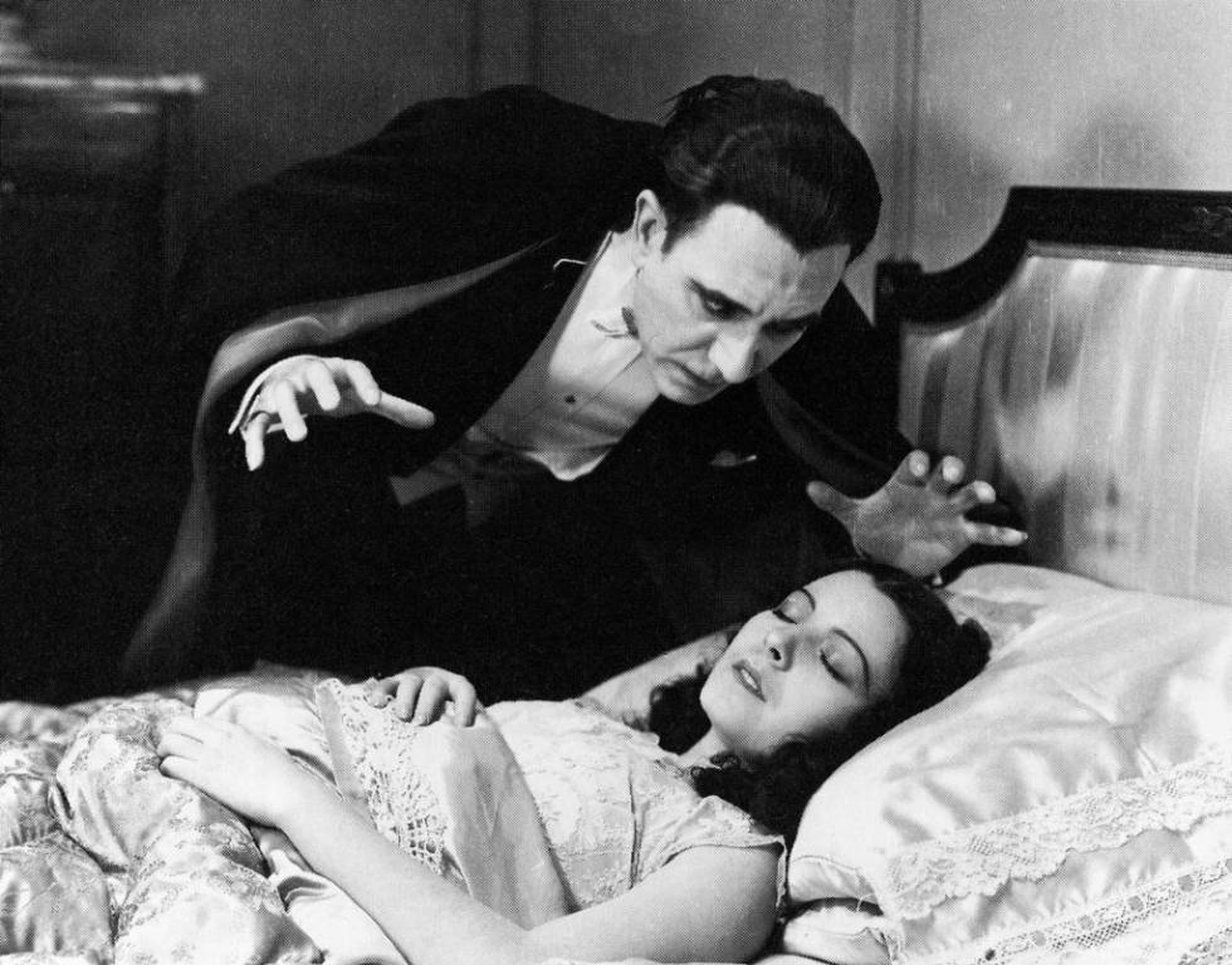
Tovar y Carlos Villarías, en Drácula (1931).

Nacida en Matías Romero, Tovar fue descubierta por el director de documentales Robert Flaherty en 1929, quién la llevó a Hollywood, donde iniciaría su carrera cinematográfica actuando en pequeños papeles en películas mudas. A pesar de su buen recibimiento, no logró la popularidad de sus compatriotas Dolores del Río y Lupe Vélez, que ya eran estrellas de renombre en Hollywood. En 1930 Tovar inició una prolífica carrera en las versiones hispanas de las grandes películas de Hollywood, entre las cuales destacan La voluntad del muerto (versión en español de The Cat Creeps) y sobre todo en la versión hispana de Drácula.

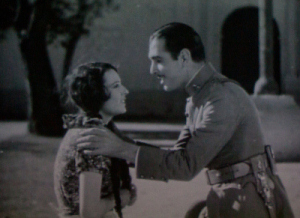
Tovar y Donald Reed en Santa (1932)

Después de rodar dicha versión en 1932 Tovar regresó a México donde, bajo la dirección de Antonio Moreno, protagonizó la primera película sonora del cine mexicano, Santa, basada en la novela de Federico Gamboa.
En 1932 conoció en París al representante artístico estadounidense Paul Kohner, quien se convertiría en su esposo.
Tovar terminaría por retirarse de la industria del cine a principios de los cuarenta tras el nacimiento de sus hijos: la actriz Susan Kohner (nominada al Óscar en 1959), y el productor de televisión Pancho Kohner. A pesar de todo, Lupita Tovar quedaría grabada en oro en la historia del cine de habla hispana por su histórica actuación en Santa. 
The Crime Doctor's Courage, estrenada en 1945, fue la última cinta en la que participó para dedicarse completamente a su familia.
En 2001, Lupita Tovar obtuvo el Ariel de Oro por su destacada trayectoria. Junto a María Félix, Marga López, Dolores del Río, Silvia Pinal,Blanca Estela Pavón, Katy Jurado y Lilia Prado, entre otras, es considerada una de las máximas representantes de la Época de Oro del Cine Mexicano.
En 2006, Tovar recibió un homenaje de la Academia de Artes y Ciencias Cinematográficas de Estados Unidos por su aportación a la industria del cine.
Tovar es abuela de los productores estadounidenses Chris y Paul Weitz, famosos por películas como Antz, El profesor chiflado II: La familia Klump y American Pie, entre otras. Es junto a Mayra Sérbulo y Aurora Clavel una de las tres actrices oaxaqueñas que llegaron a Hollywood.

### Muerte
El 12 de noviembre de 2016, Tovar falleció en su casa de Los Ángeles, California, a los 106 años de edad.

## Filmografía

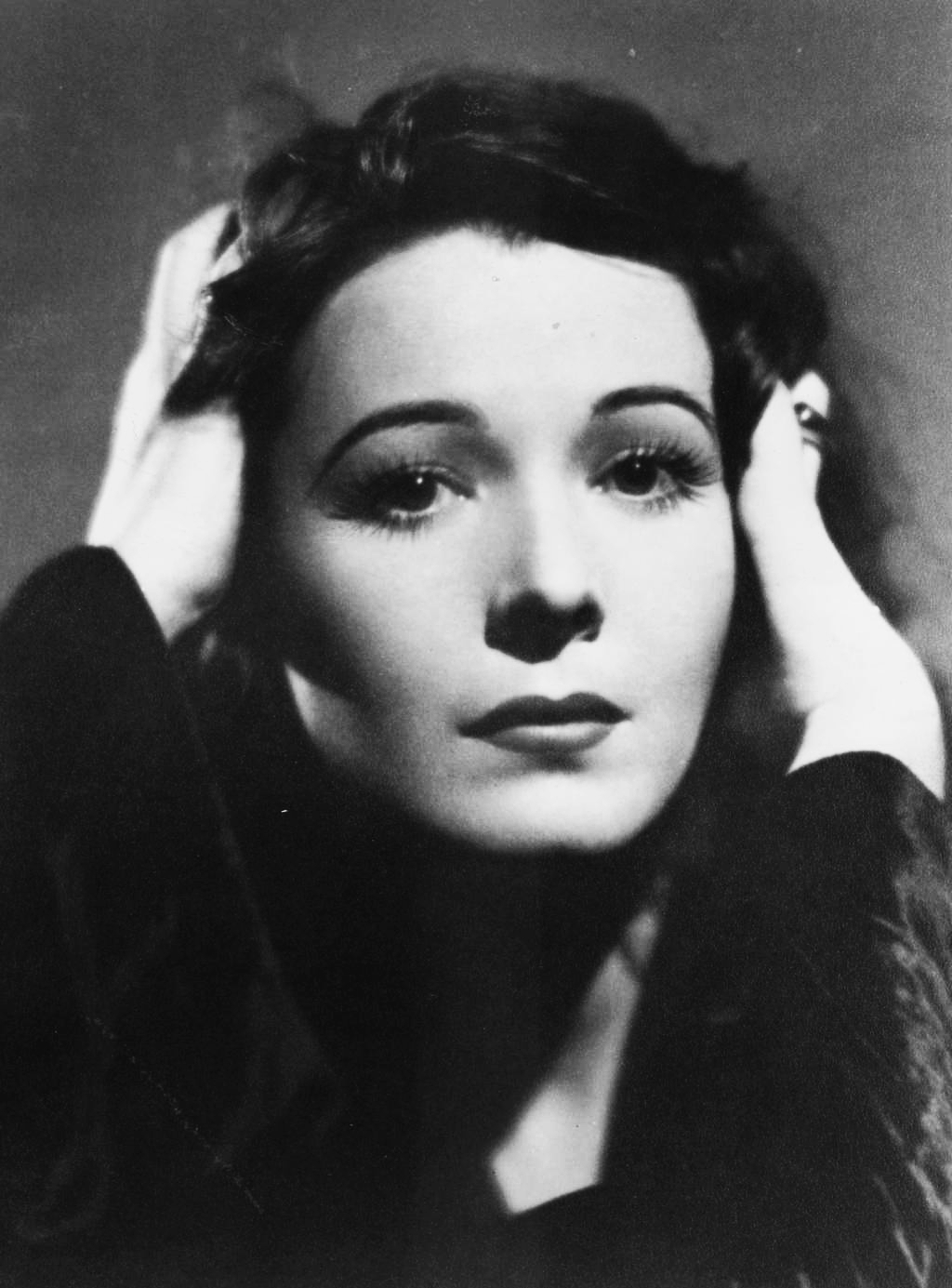
Tovar, c. 1940s

- The Veiled Woman (1929)
- Joy Street (1929)
- La voluntad del muerto (1930)
- Border Law (1931)
- Carne de cabaret (1931)
- East of Borneo (1931)
- Drácula (1931)
- Santa (1932)
- Mr. Robinson Crusoe (1932)
- Vidas rotas (1935)
- The Invader (1935)
- Marihuana (1936)
- María (1938)
- The Fighting Gringo (1939)
- Green Hell (1940)
- Two Gun sheriff (1941)
- Resurrección (1943)
- The Crime Doctor's Courage (1945)